# Ekstranet
Ekstranet (extranet) – zamknięta sieć komputerowa oparta na protokołach internetowych, przeznaczona do wymiany informacji z partnerami biznesowymi.
Według ustawy o dostępności cyfrowej stron internetowych i aplikacji mobilnych podmiotów publicznych jest to niepubliczna sieć telekomunikacyjna, do której dostęp może być uzyskiwany z punktów dostępu usytuowanych w więcej niż jednej strukturze organizacyjnej lub organizacji.
Celem tworzenia ekstranetów jest udostępnienie własnych zasobów wzajemnie między organizacjami (przedsiębiorstwami) lub między nimi i ich klientami, przy zabronieniu powszechnego dostępu z sieci Internet.